# Anolis schiedii
Anolis schiedii е вид влечуго от семейство Dactyloidae.

## Разпространение и местообитание
Този вид е разпространен в Мексико.
Обитава гористи местности и склонове.